# Gaspar Villate
Pour les articles homonymes, voir Villatte.
Gaspar Villate, né le 27 janvier 1851 à La Havane et mort le 8 octobre 1891 à Paris, est un compositeur cubain.

## Biographie
Né à La Havane, Gaspar Villate se réfugie avec sa famille aux États-Unis en 1868 pendant la guerre à Cuba pour ne revenir qu'en 1871. Il part ensuite à Paris pour achever ses études. Il étudie notamment sous la direction de François Bazin, Victorin de Joncières et Adolphe Danhauser.
Ami proche de Verdi, il passe l'essentiel de sa vie en Europe, où il collabore notamment avec le Théâtre des Italiens, mais a aussi créé des œuvres d'inspiration créole très appréciées dans les salons parisiens.

## Œuvres
- Angelo Tirano de Padua (1867)
- Contradanzas cubanas (1872)
- Las primeras armas de Richelieu (1871)
- Zilia (1877)
- La zarina (1879)
- Baltasar (1875)
- La virgen tropical
- Adios a Cuba
- Soirées cubaines
- Sérénade havanaise